# مارکو رنته
مارکو رنته (انگلیسی: Marco Rente؛ زادهٔ ۲۵ فوریهٔ ۱۹۹۷) بازیکن فوتبال اهل آلمان است.